# Rex Hedrick
Rex Hedrick (* 1. November 1988 in Melbourne) ist ein australischer Squashspieler.

## Karriere
Rex Hedrick begann seine Karriere im Jahr 2007 und gewann bislang 20 Turniere auf der PSA World Tour. Seine höchste Platzierung in der Weltrangliste erreichte er mit Rang 48 im September 2018. In der Saison 2012 qualifizierte er sich erstmals für die Weltmeisterschaft. Mit der australischen Nationalmannschaft nahm er 2017 und 2019 an der Weltmeisterschaft teil. 2018 wurde er nach einem Finalsieg über Joshua Larkin australischer Meister und wiederholte diesen Erfolg 2021 und 2022. 2019 wurde er mit Zac Alexander Vizeweltmeister im Doppel.

## Erfolge
- Vizeweltmeister im Doppel: 2019 (mit Zac Alexander)
- Gewonnene PSA-Titel: 20
- Australischer Meister: 3 Titel (2018, 2021, 2022)